# Moçambola 2004
Die Moçambola 2004 war die 27. Austragung der höchsten Fußball-Spielklasse Mosambiks. Es nahmen 12 Mannschaften teil, die je zwei Mal gegeneinander antraten. Meister wurde Ferroviário Nampula, die diesen Titel zum ersten Mal gewinnen konnten.

## Tabelle
| Pl  | Team                               | Sp. | S  | U  | N  | Tore | GT | Punkte |
| --- | ---------------------------------- | --- | -- | -- | -- | ---- | -- | ------ |
| 1.  | Ferroviário Nampula (P)            | 22  | 12 | 8  | 2  | 24   | 8  | 44     |
| 2.  | Desportivo Maputo                  | 22  | 11 | 9  | 2  | 25   | 8  | 42     |
| 3.  | Ferroviário Maputo                 | 22  | 9  | 8  | 5  | 22   | 11 | 35     |
| 4.  | Ferroviário Beira                  | 22  | 9  | 7  | 6  | 25   | 22 | 34     |
| 5.  | CD Maxaquene (M)                   | 22  | 7  | 8  | 7  | 16   | 15 | 29     |
| 6.  | FC Lichinga                        | 22  | 7  | 7  | 8  | 18   | 16 | 28     |
| 7.  | Matchedje Maputo                   | 22  | 6  | 7  | 9  | 17   | 19 | 25     |
| 8.  | Clube de Desportos da Costa do Sol | 22  | 5  | 10 | 7  | 15   | 31 | 25     |
| 9.  | Têxtil Punguè                      | 22  | 6  | 5  | 11 | 21   | 31 | 23     |
| 10. | Ferroviário Pemba (N)              | 22  | 6  | 5  | 11 | 16   | 25 | 23     |
| 11. | Textáfrica do Chimoio (N)          | 22  | 5  | 7  | 10 | 15   | 30 | 22     |
| 12. | Desportivo da Matola (N)           | 22  | 4  | 9  | 9  | 12   | 25 | 21     |

| Zum Saisonende 2004:                                |
| Mosambikanischer Meister Abstieg in die zweite Liga |

| Zum Saisonende 2003: |                                                                                                 |
| (M)                  | Amtierender Meister: CD Maxaquene                                                               |
| (P)                  | Amtierender Pokalsieger: Ferroviário Nampula                                                    |
| (N)                  | Aufsteiger aus der zweiten Liga: Ferroviário Pemba, Textáfrica do Chimoio, Desportivo da Matola |

## Mosambikanische Nationalspieler der Liga
| Name              | Position              | Verein                             |
| ----------------- | --------------------- | ---------------------------------- |
| António Jotamo    | Abwehr                | Clube de Desportos da Costa do Sol |
| Nelinho           | Mittelfeld            | Ferroviário Maputo                 |
| Fala-Fala         | Mittelfeld            | Matchedje Maputo                   |
| Dominguês Pelembe | Offensives Mittelfeld | Matchedje Maputo                   |
| Danito Nhampossa  | Mittelfeld            | Ferroviário Maputo                 |
| Amilcar           | Sturm                 | Clube de Desportos da Costa do Sol |
| Mbinho            | Sturm                 | CD Maxaquene                       |